# Ciemiężyca czarna
Ciemiężyca czarna, ciemierzyca czarna (Veratrum nigrum L.) – gatunek byliny należący do rodziny melantkowatych. Występuje w Eurazji od Francji na zachodzie po Koreę na wschodzie. W Polsce występuje na Roztoczu na dwóch współczesnych stanowiskach: Teresin i rezerwat przyrody Łabunie. Status gatunku we florze Polski: gatunek rodzimy.

## Morfologia

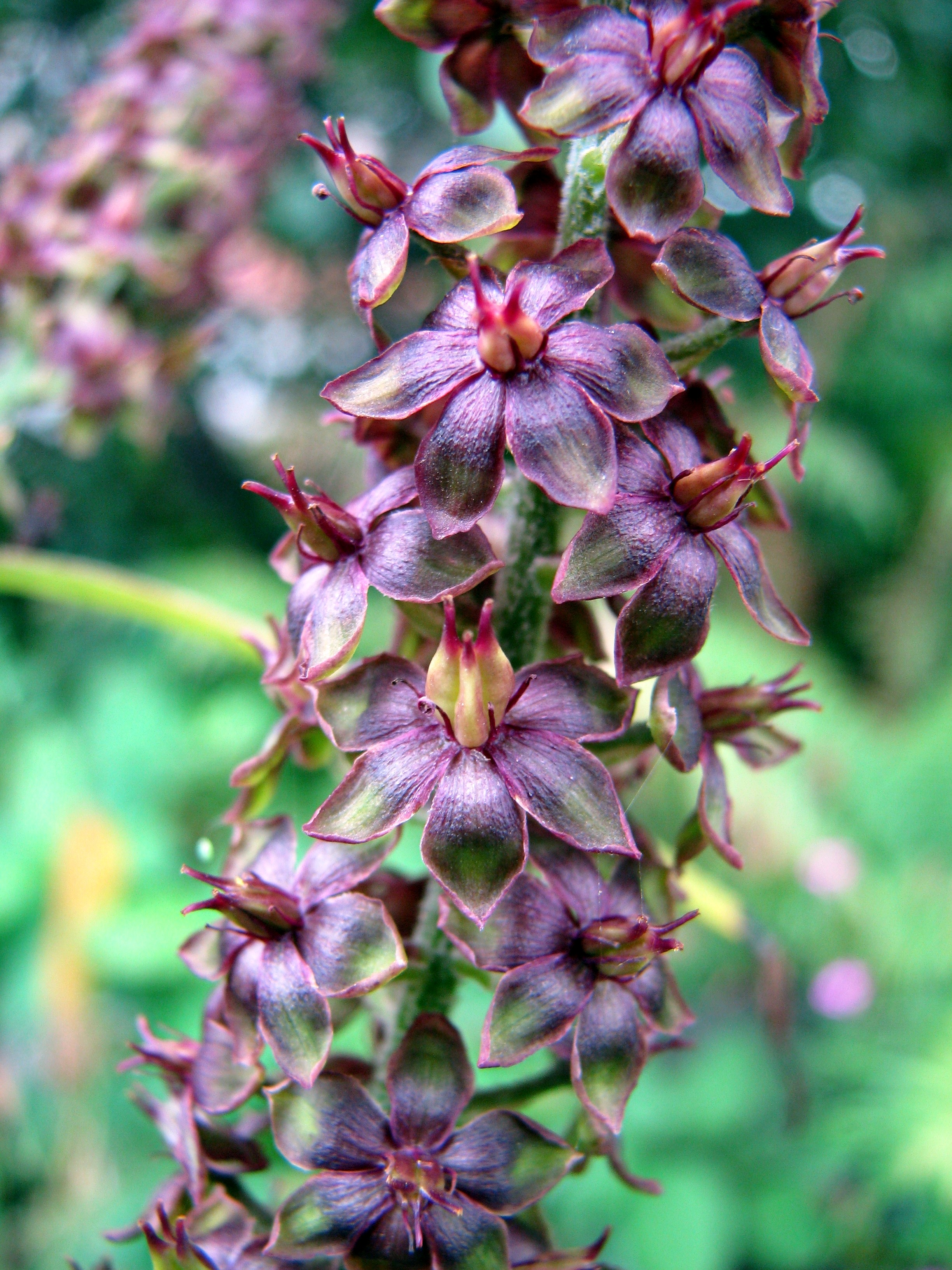
Kwiaty

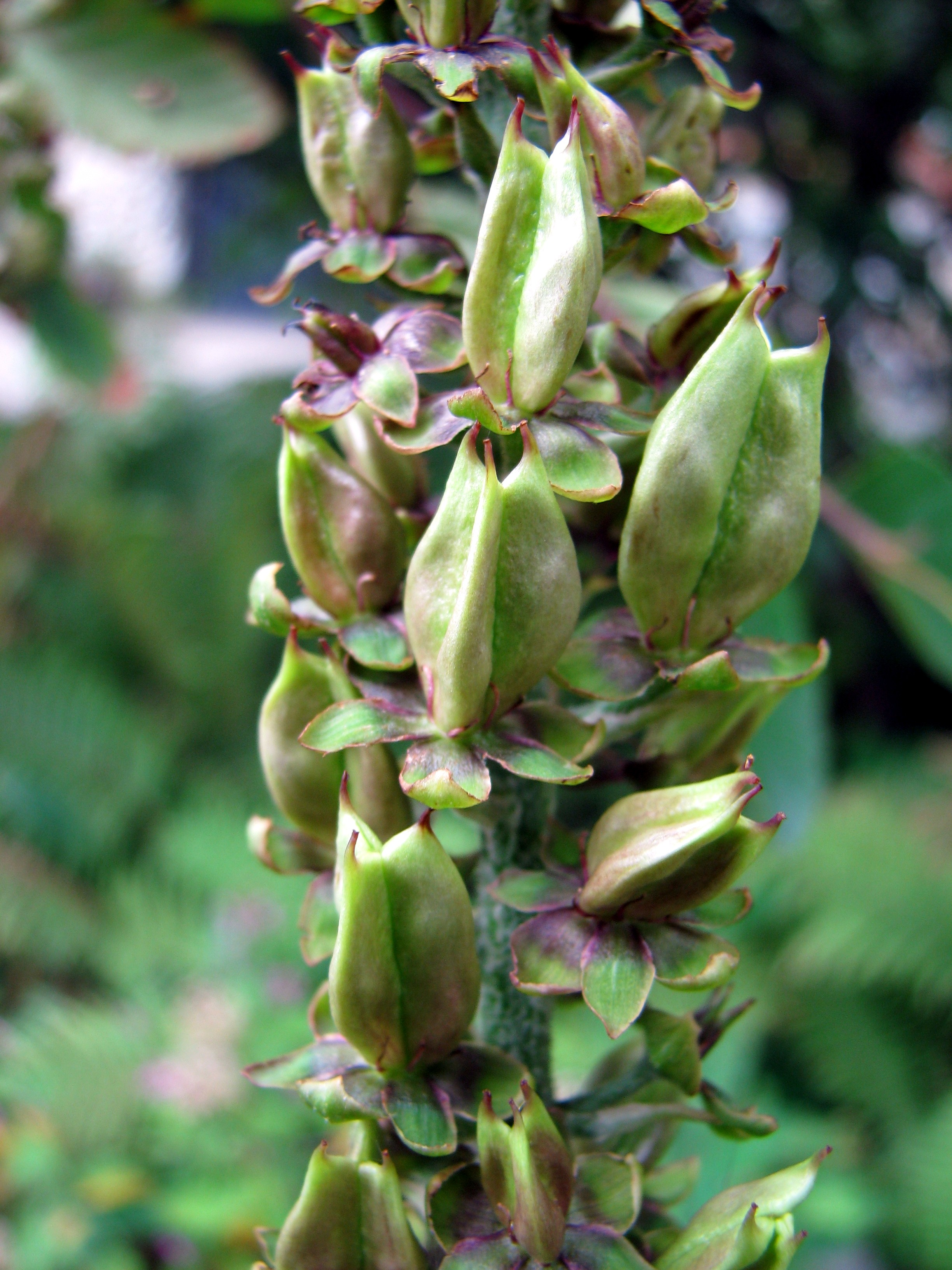
Dojrzewające owoce

## Morfologia[5][6]
ŁodygaMocna, stosunkowo gruba, wzniesiona i górą owłosiona. Wysokość 0,6 - 1,3 m.
KłączeGrube i krótkie
LiścieDolne szerokoeliptyczne i krótko zaostrzone, zwężające się u nasady i całobrzegie, górne równowąskolancetowate. Wszystkie liście nagie.
KwiatyKwiatostan w kształcie wiechy, owłosiony. Boczne gałązki o długości 3 – 5 cm. Czerwonobrunatne kwiaty składają się z podłużnie eliptycznych, tępo zakończonych działek okwiatu o długości ok. 5 mm. Słupki zawierają po 8 – 16 zalążków. Kwitnie od czerwca do sierpnia.
OwocNaga, jajowata trójkanciasta torebka.

## Biologia i ekologia
SiedliskoSuche i widne lasy.
Roślina trującaCała roślina zawiera liczne toksyczne alkaloidy, takie, jak: jerwina, germina, germitryna, pseudojerwina, rubijerwina, weratralbina, protoweryna, protoweratryna, cerwina, germeryna, weratryna, weratrydyna, oraz gorzki glikozyd – kwas chelidonowy. Powodują one podrażnienie błony śluzowej żołądka i układu oddechowego, silne kichanie, kaszel, ślinotok, łzawienie, nudności, wymioty, biegunkę. Większe dawki powodują skutki podobne jak tojad mocny – skurcze mięśni brzucha i krtani, zaburzenia koordynacji ruchów i uszkodzenie mięśnia sercowego. Nektar i pyłek jest trujący dla pszczół. Zwierzęta unikają tej rośliny z powodu jej gorzkiego smaku, zdarzają się jednak zatrucia sianem i wczesną wiosną na pastwiskach.

## Zagrożenia i ochrona
Roślina objęta ochroną gatunkową. Gwałtownie spada liczba jej stanowisk. Gatunek umieszczony w Polskiej Czerwonej Księdze Roślin oraz na polskiej czerwonej liście w kategorii CR (krytycznie zagrożony).

## Zastosowanie
- Roślina lecznicza:
  - Surowiec zielarski: ziele wszystkich krajowych gatunków ciemiężycy zawiera podobne składniki.
  - Działanie: weratryna zawarta w ciemiężycy pobudza trawienie, układ nerwowy, stosowana jest w stanach wyczerpania i przewlekłej chorobie reumatycznej. W weterynarii używa się jej przy leczeniu nosacizny psów, bezwładzie żwacza i wzdęciach.